# Catelyn Tully
(Catelyn Tully a Walder Frey)
Catelyn Stark, nata Tully (pronuncia [ˈkætlɪn stɑːk]), è un personaggio della saga letteraria di genere fantasy medievale Cronache del ghiaccio e del fuoco, creata dallo scrittore statunitense George R. R. Martin.
Catelyn è sin dal primo romanzo, Il gioco del trono, uno dei personaggi dal cui punto di vista viene narrata la storia.

## Caratteristiche
Catelyn è primogenita del Lord Protettore delle terre dei fiumi Hoster Tully ed è sposata con Eddard Stark, Lord Protettore del Nord. I suoi fratelli sono Edmure, erede di Delta delle Acque e Lysa, moglie del Lord Protettore della Valle di Arryn Jon Arryn.
È una donna passionale e caritatevole, dotata di un carattere forte ed protettivo verso i propri familiari ed amici, cui tiene più della sua stessa vita. Possiede anche una volontà ferrea e una grande determinazione, e non è propensa ad arrendersi senza essersi prima battuta con tutte le sue forze, sia verbalmente che fisicamente.
Catelyn ha trentacinque anni all'inizio della saga: viene descritta come una donna bellissima, alta e snella, con zigomi alti e carnagione rosata, dai capelli rosso rame ed occhi azzurri. A parte Arya, tutti i suoi figli hanno ereditato queste caratteristiche.

## Biografia del personaggio

### Passato
Catelyn Tully nasce a Delta delle Acque nel 264º anno dopo la conquista del Continente Occidentale da parte di Aegon Targaryen il Conquistatore; è la primogenita di Minisa Whent e Hoster Tully, lord di Delta delle Acque.
Catelyn crebbe a Delta delle Acque insieme all'amico d'infanzia Petyr Baelish. Quest'ultimo si innamorò di lei, ma non fu mai ricambiato. A 12 anni Catelyn venne promessa in sposa a Brandon Stark, futuro lord di Grande Inverno. Quando Baelish lo sfidò a singolar tenzone, Brandon vinse senza fatica, ma risparmiò l'avversario per volere di Catelyn, lasciandogli comunque una vistosa cicatrice.
Alla morte di Brandon, ucciso nella sala del Trono di Spade da re Aerys II il Folle, la donna convolò a nozze con il fratello, Eddard Stark, con cui ebbe cinque figli: Robb, Sansa, Arya, Bran e Rickon. Il primo anno di matrimonio, quando lei già aspettava il primo figlio, Ned tornò dalla guerra portando con sé un bambino che dichiarò essere il proprio figlio illegittimo, Jon Snow. Ned decise di far crescere il bambino alla corte di Grande Inverno. Catelyn, dal canto suo, non accettò mai la presenza del bastardo: lei stessa ammette che sarebbe stata in grado di tollerare l'esistenza di qualsiasi bastardo purché esso fosse rimasto lontano da lei e dalla sua casa, ma invece Jon crebbe a Grande Inverno assieme ai figli di Catelyn, diventando ogni giorno più simile a Ned di quanto questi ultimi siano mai stati. Tutto questo le rese impossibile amare, o anche solo tollerare la presenza del bambino, arrivando presto ad odiarlo.

### Il gioco del trono
Dopo l'arrivo della famiglia reale a Grande Inverno, Catelyn riceve una lettera da sua sorella Lysa, dove afferma che i Lannister hanno ucciso suo marito Jon Arryn, Primo Cavaliere del Re. La notizia fa alzare la guardia agli Stark, soprattutto perché a lord Eddard è stata appena offerta la carica di Primo Cavaliere, diventata vacante, dal suo amico e re, Robert Baratheon. Catelyn spinge Ned, il quale è parecchio titubante, ad accettare l'offerta, così come a stringere un fidanzamento che renderà Sansa, un giorno, regina. Dopo l'accidentale caduta di Bran da una delle torri del castello che stava scalando, e alla partenza di Ned per il sud al seguito di re Robert, Catelyn veglia incessantemente giorno e notte il proprio figlio sospeso tra la vita e la morte. Proprio questa sua costante presenza presso il capezzale di Bran fa sì che si trovi ad esser presente ad un attentato da parte di un sicario, inviato a porre fine alla vita del piccolo Stark. L'assassino ferisce gravemente Catelyn ad una mano con una daga in acciaio di Valyria e solo il provvidenziale intervento di Estate, il meta-lupo di Bran, salva Catelyn e Bran da morte certa. A seguito delle ferite non recupererà mai completamente l'uso di tutte le dita.
Il fallito attentato alla vita del figlio fa tornare Catelyn alla realtà facendole metabolizzare lo shock dell'incidente. Decide quindi di recarsi con ser Rodrik Cassel ad Approdo del Re per indagare sulla daga utilizzata dal sicario per uccidere il figlio Bran. Ditocorto riconosce la daga come sua, ma sostiene di averla persa tempo prima ad una scommessa: il proprietario è in realtà Tyrion Lannister.
Sulla via del ritorno per Grande Inverno, Catelyn si ferma alla locanda di Masha Heddl, nelle terre della Valle di Arryn, ed incontra casualmente proprio Tyrion Lannister. In virtù di quanto riferitole da Petyr Baelish, Catelyn, all'interno della locanda accusa il Folletto del tentato omicidio del figlio Bran. Lady Stark, qualificandosi come la sorella di Lysa Tully, lady consorte della Valle di Arryn, riesce a portar dalla sua parte gli avventori della locanda (principalmente uomini del suo defunto cognato Jon Arryn) ed a far suo prigioniero Tyrion. È proprio questo evento, con le relative conseguenze che comporta, l'atto primo che scatenerà la Guerra dei Cinque Re, poiché lord Tywin Lannister ordina a ser Gregor Clegane e ad altri di attaccare le Terre dei Fiumi per vendicarsi.
Catelyn si reca quindi con lui e la sua scorta presso Nido dell'Aquila, dove Tyrion potrà essere processato. Qui Catelyn scopre che la sorella Lysa ha perduto il senno e che l'erede di Jon Arryn, il figlio Robert, è malaticcio e inadatto a governare. Dopo la liberazione di Tyrion in seguito a un verdetto per singolar tenzone, in cui il mercenario Bronn prende le sue difese, Catelyn raggiunge il figlio Robb insieme allo zio Brynden presso il Moat Cailin.
Giunti nelle Terre dei Fiumi, Robb consiglia alla madre di tornare verso Nord, ma lei decide di rimanere a Delta delle Acque insieme all'esercito per assistere suo padre morente. Quando l'armata si trova a dover attraversare il Tridente, Catelyn si assume il delicato compito di negoziare con lord Walder Frey. Si guadagna il passaggio promettendo che Robb sposi una tra le tante donne della Casa Frey. Assiste alla vittoria di suo figlio nella Battaglia del Bosco dei Sussuri. Dopo la notizia della morte di Eddard ordinata da re Joffrey, Catelyn è affranta, ma riesce a rimanere forte per suo figlio.
Durante il concilio di guerra a Delta delle Acque, Catelyn chiede di considerare la pace con il Sud, così che Sansa e Arya possano essere messe in salvo ma, Robb e il resto dei lord dichiarano di voler continuare con la guerra. Non solo, al termine del consiglio si giunge alla decisione di ritrasformare il Nord in un regno indipendente, e così Robb viene acclamato dai suoi lord come il primo Re del Nord dopo tre secoli.

### Lo scontro dei re
Catelyn, per mancanza di fiducia, sconsiglia Robb di mandare il protetto di Eddard, Theon Greyjoy, in una missione diplomatica per stringere un'alleanza con suo padre Balon, ma Robb non segue il suo consiglio. Di Catelyn è anche l'idea di provare a stringere un'alleanza con Renly Baratheon, autoproclamatosi re dopo la morte del fratello Robert, e la sua grande armata, composta da casate dell'Altopiano e delle Terre della Tempesta. Viaggia dunque verso sud fino a Ponte Amaro per incontrare l'armata di re Renly, e lo trova impegnato in un torneo, durante il quale  fa la conoscenza di Brienne di Tarth, donna guerriera bruttissima, ma estremamente abile con la spada che giura fedeltà a Renly.
Con Catelyn al seguito, Renly viaggia a Capo Tempesta, dove trova suo fratello Stannis che minaccia di insediarsi come lord della Casa Baratheon ed erede al trono. Le trattative fra i due fratelli falliscono e la parola sembra dover passare inevitabilmente alle armi. Renly impedisce a Catelyn di tornare a Delta delle Acque perché vuole che assista di persona alla battaglia in modo da poter riportare a Robb notizie dirette su ciò che ha visto.
Catelyn è testimone della morte di Renly Baratheon, ma l'assassino (in realtà un mostro evocato dalla sacerdotessa Melisandre) le appare solo come un'ombra indistinta, ma molto somigliante a Stannis Baratheon. Quando Brienne viene accusata dell'omicidio, lady Stark parla in sua difesa, salvandola dalle guardie del re. Poco dopo le due donne decidono di scappare dall'accampamento approfittando del caos generato dall'accaduto.
Tornata con Brienne a Delta delle Acque, viene a sapere della morte dei suoi due figli Bran e Rickon, per mano del traditore Theon Greyjoy. Interroga inoltre Jaime Lannister, che ammette la sua relazione incestuosa con sua sorella, la regina Cersei e di aver consapevolmente attentato alla vita di suo figlio Bran, quando questi li sorprese durante un rapporto sessuale.

### Tempesta di spade
Nella speranza di ottenere il rilascio delle sue figlie, Arya e Sansa, Catelyn libera Jaime che viene scortato ad Approdo del Re da Brienne di Tarth. Viene quindi messa agli arresti domiciliari da suo fratello Edmure, ma Robb la perdona dopo averle confessato il suo matrimonio con Jeyne Westerling, e aver dunque reciso il suo patto con Walder Frey.
In un tentativo di mantenere l'alleanza con i potentissimi Frey, nonostante il matrimonio di Robb con Jeyne Westerling, Edmure viene convinto a sposare Roslin Frey. Robb e Catelyn partecipano dunque al matrimonio di Edmure alle Torri Gemelle. Dopo il rito della "messa a letto" degli sposi, tuttavia, il matrimonio, destinato ad essere ricordato col nome di Nozze Rosse, si rivela essere una trappola ordita da Walder Frey in combutta con i Lannister e i Bolton. Mentre gran parte degli uomini di Robb vengono uccisi dagli uomini di Walder Frey e di Roose Bolton, quest'ultimo pugnala Robb al cuore. Per vendicarsi, Catelyn taglia la gola ad uno dei nipoti di lord Walder, Campanello, per poi essere sgozzata a sua volta da Raymund Frey. Il cadavere di Catelyn è denudato e gettato nel fiume Forca Verde.
Dopo tre giorni il suo corpo viene trovato nella Forca Verde dalla Fratellanza senza vessilli e, grazie al sacrificio di lord Beric Dondarrion, Thoros di Myr riesce a riportarla in vita, nonostante il tempo eccessivo trascorso dalla sua morte. Da bellissima donna qual era, Catelyn appare ora come un orribile cadavere ambulante, inoltre con gravi difficoltà a parlare a causa dello squarcio che conserva sulla gola.

### Il banchetto dei corvi
Lady Catelyn, ora nota come lady Stoneheart, è al comando del gruppo di fuorilegge che un tempo seguiva gli ordini di Beric Dondarrion. Il suo unico scopo è ora far impiccare tutti coloro che ritiene responsabili della morte del figlio.
Un giorno, la Fratellanza cattura un piccolo gruppo di persone guidato da Brienne. Quest'ultima afferma di essere alla ricerca di Sansa e Arya per conto di Jaime Lannister, ma lady Stoneheart accusa Brienne di essere diventata una traditrice, poiché porta con sé Giuramento, una delle due spade ottenute dopo che Tywin Lannister fece fondere Ghiaccio, la spada un tempo appartenuta a Ned. Brienne giura di esserle ancora fedele e che Jaime è cambiato, ma lady Stoneheart insiste che dovrà provare la sua fedeltà uccidendo Jaime. Brienne si rifiuta, per cui lady Stoneheart ordina che Brienne e il suo gruppo vengano tutti impiccati. Dopo aver visto Podrick Payne penzolare accanto a lei, in procinto di morire, Brienne urla una singola e sconosciuta parola, che, come si scoprirà in Una danza con i draghi, induce lady Stoneheart a risparmiare le loro vite.

## La profezia del Fantasma di Cuore Alto
Quando Arya e la compagnia di Beric Dondarrion si fermano per una notte a Cuore Alto, incontrano una nana con il dono della profezia. Tra i suoi numerosi sogni premonitori c'è uno che riguarda "una donna che era un pesce, che va alla deriva morta con rosse lacrime sulle sue guance", riferimento al destino riservato al cadavere di Catelyn dai Frey. Poi la nana narra di come gli occhi della donna si aprano, anticipando la nascita di lady Stoneheart.

## Trasposizione televisiva
Nell'agosto 2009 venne rivelato che, nella serie televisiva Il Trono di Spade, Catelyn sarebbe stata interpretata da Jennifer Ehle. Dopo aver girato l'episodio pilota originale, tuttavia, venne annunciato che il ruolo di Catelyn era stato riassegnato all'attrice irlandese Michelle Fairley.
L'attrice ricalca pressoché fedelmente l'aspetto fisico del personaggio, sebbene, così com'è avvenuto per Eddard Stark ed altri personaggi, sia dipinta come una donna più matura rispetto ai romanzi, in cui Catelyn ha circa trentacinque anni. A differenza dei libri, nella serie TV il personaggio dopo le Nozze Rosse non resuscita e la Fairley esce dal cast principale della serie dopo la terza stagione.